# Полиция Греции
Греческая полиция (греч. Ελληνική Αστυνομία, сокращенно ΕΛ.ΑΣ.) — национальная полиция Греции. Создана в 1984 году согласно Закону Греческой Республики 1481/1-10-1984 (Правительственный вестник 152 A) в результате слияния жандармерии (Χωροφυλακή, «Хорофилаки») и городской полиции (Αστυνομία Πόλεων, «Астиномиа Полеон»).

## Основные задачи
Согласно Закону 2800/2000, Греческая полиция является органом обеспечения безопасности граждан, имеющим целью:
- обеспечение мира и правопорядка, а также беспрепятственного гражданского социального развития. Для осуществления этой миссии выполняет общие полицейские обязанности и обеспечивает безопасность дорожного движения;
- предупреждение и борьба с преступностью, а также защита государства и его демократической формы правления в пределах, определенных Конституцией Греции. Осуществление этой миссии включает в себя реализацию государственной политики и государственной безопасности.

## Структура
Действующий глава греческой полиции - Элефтериос Иконому. Ведомство управляется Министерством защиты граждан, действующий министр — Михалис Хрисохоидис. В штат греческой полиции входят офицеры, гражданские, пограничная служба и специальные полицейские подразделения.

### Специальные полицейские подразделения
- Специальное подразделение по борьбе с насильственными преступлениями (греч. Δ.Α.Ε.Ε.Β. — Διεύθυνση Αντιμετώπισης Ειδικών Εγκλημάτων Βίας)
- Отдел криминалистики (греч. Δ.Ε.Ε. — Διεύθυνση Εγκληματολογικών Ερευνών)
- Отдел внутренних дел (греч. Δ.Ε.Υ. — Διεύθυνση Εσωτερικών Υποθέσεων)
- Отдел международного полицейского сотрудничества (греч. Δ.Δ.Α.Σ. — Διεύθυνση Διεθνούς Αστυνομικής Συνεργασίας)
- Informatics Division (греч. Διεύθυνση Πληροφορικής)
- Специальное антитеррористическое подразделение (греч. E.K.A.M. — Ειδική Κατασταλτική Αντιτρομοκρατική Μονάδα)
- Департамент обезвреживания взрывных устройств (греч. Τ.Ε.Ε.Μ. — Τμήμα Εξουδετέρωσης Εκρηκτικών Μηχανισμών)
- Служба ДПС греческой полиции (греч. Υ.Ε.Μ.Ε.Α. — Υπηρεσία Εναερίων Μέσων Ελληνικής Αστυνομίας)
- Мотоциклетные полицейские команды (греч. ΔΙ.ΑΣ. — Ομάδες Δίκυκλης Αστυνόμευσης)
- Группа оперативного реагирования (греч. Δ.ΕΛ.Τ.Α. — Δύναμη ΕΛέγχου Ταχείας Αντιμετώπισης)
- Специальная охрана (греч. Ειδικοί Φρουροί)
- Пограничная служба (греч. Συνοριοφύλακες)
- Отряды по восстановлению общественного порядка (для обуздания массовых беспорядков) (греч. M.A.T. — Μονάδες Αποκατάστασης Τάξης)
- Кинологическая служба (греч. Ομάδα Αστυνομικών Σκύλων)

## Оружие
Пистолеты
- Beretta M9
- Heckler & Koch USP
- Smith & Wesson Model 910
- Ruger GP100

Пистолеты-пулемёты
- Heckler & Koch MP5
- Uzi
- FN P90

Автоматы:
- FN FAL
- АК
- АК-74М
- M4

## Воинские звания
| Αντιστράτηγος Генерал-лейтенант | Υποστράτηγος Генерал-майор | Ταξίαρχος Бригадный генерал | Αστυνομικός Διευθυντής Директор полиции | Αστυνομικός Заместитель директора полиции | Αστυνόμος Α' Первый астиномос (председатель отделения) | Αστυνόμος Β' Второй астиномос | Υπαστυνόμος Α' Заместитель Первого астиномоса | Υπαστυνόμος B' Заместитель Второго астиномоса |
|                                 |                            |                             |                                         |                                           |                                                        |                               |                                               |                                               |

| Ανθυπαστυνόμος Антипастиномос | Αρχιφύλακας Следователь (повышенный в ранге после завершения академии) | Αρχιφύλακας Следователь (от 15 лет службы) | Αρχιφύλακας Дознаватель (от 16 лет службы) | Υπαρχιφύλακας Следователь (от 10 лет службы) | Υπαρχιφύλακας Дознаватель (от 12 лет службы) |
|                               |                                                                        |                                            |                                            |                                              |                                              |